# Biedermannsdorf
Biedermannsdorf es un municipio situado en el distrito de Mödling, en el estado de Baja Austria, Austria. Tiene una población estimada, a fines de abril de 2025, de 3154 habitantes.
Está situado a poca distancia al sur de Viena y del río Danubio.